# Rocket Man
"Rocket Man (I Think It's Going to Be a Long, Long Time)" er en sang af den britiske sanger Elton John med tekst af Bernie Taupin.

## Udgivelse
Sangen optrådte første gang på albummet Honky Château (1972) og blev udgivet som single i april samme år. Sangen nåede nummer to i Storbritannien og nummer seks i USA.
Teksterne af sangen er inspireret af en novelle af samme titel skrevet af Ray Bradbury, og er skrevet af Elton Johns mangeårige sangskriver Bernie Taupin. Den beskriver de følelser på en Mars-astronaut forlade sin familie for at gøre sit job. Sangen er musikalsk en pop-ballade med piano og atmosfæriske lyde af synthesizer.
I 2004 blev sangen placeret nummer 242 på Rolling Stones liste over de 500 bedste sange til alle tider.

## Sporliste
Alle sange er skrevet af Elton John og Bernie Taupin.
1. "Rocket Man" – 4:41
2. "Susie (Dramas)" – 3:27